# Culbertson (Nebraska)
Culbertson é uma vila localizada no estado americano de Nebraska, no Condado de Hitchcock.

## Demografia
Segundo o censo americano de 2000, a sua população era de 594 habitantes.
Em 2006, foi estimada uma população de 550, um decréscimo de 44 (-7.4%).

## Geografia
De acordo com o United States Census Bureau, a localidade tem uma área de 2,2 km², sem área coberta por água. Culbertson localiza-se a aproximadamente 794 m acima do nível do mar.

## Localidades na vizinhança
O diagrama seguinte representa as localidades num raio de 36 km ao redor de Culbertson.